# Uno (Guinea-Bissau)
Uno ist eine Insel in der Mitte des Bissagos-Archipels. Sie liegt vor der Küste Guinea-Bissaus im Atlantischen Ozean in unmittelbarer Nähe der Westküste der nördlichen Hälfte Afrikas. 
Die Insel ist Teil des Sektors Uno. Sie ist 104 km² groß und hat 3324 Einwohner.
Westlich der Insel liegen die Inseln Unhocomozinho und Unhocomo, südlich liegt Orango und nördlich Uracane. Die Insel liegt, wie der restliche Archipel, im UNESCO-Biosphärenreservat.